# Family Cap
Unter Family Cap versteht man die Praxis, Müttern oder Familien, die von der Sozialhilfe leben, weitere finanzielle Hilfen für die Geburt eines weiteren Kindes zu versagen.
Dies wird vor allem in einigen Staaten der USA und in asiatischen Ländern wie zum Beispiel Südkorea und Singapur praktiziert.

## Statistische Daten
28.000 Kindern in New Jersey wurde wegen der Family Cap die Sozialhilfe vorenthalten. Als die Family Cap in den USA eingeführt wurde, ließ sich schnell ein Rückgang der Kinderarmut messen. Im März 1996 ließen in New Jersey 30,2 von 1.000 Frauen auf Sozialhilfe eine Abtreibung vornehmen, im gleichen Zeitraum ließen nur 4,0 von 1.000 Frauen eine Abtreibung vornehmen. Damit stieg die Abtreibungsrate unter Sozialhilfeempfängern in New Jersey um 14 %.

## Kritik
Kritiker führen einen Rückgang der Kinderarmut auf die gestiegene Zahl der Abtreibungen zurück. Es wurde kritisiert, dass arme Frauen zwar häufiger als reiche Frauen Abtreibungen aus moralischen Gründen ablehnen, sich jedoch wegen der Family Cap häufig zu einer Abtreibung gezwungen sehen. Aus diesem Grund wurde die Family Cap von der New Jersey Catholic Conference, Pro-Life-Organisationen, der American Civil Liberties Union und der National Organization for Women kritisiert. Der Politik wurde vorgeworfen, dass sie einen „Krieg gegen die Armen“ betreibe. Auch wurden eugenische Motive unterstellt. Befürworter dagegen warfen ein, die Family Cap würde Arme zur Verantwortung ermuntern.